# Ияс, Александр Иванович
Александр Иванович Ияс (фин. Aleksander Ijas; 27 сентября 1869, Ловийса, Нюландская губерния — 29 декабря 1914, Мехабад, Западный Азербайджан) — русский военный востоковед, полковник.

## Биография
Уроженец Великого княжества Финляндского. Образование получил в Финляндском кадетском корпусе, «за отличные успехи в науках» его имя занесено на мраморную доску корпуса. Из корпуса вышел в Лейб-гвардейский Литовский полк (1891), полковой квартирмейстер (1894), поручик (1895), командирован в распоряжение командующего войсками Закаспийской области (1898), штабс-капитан (1900), начальник консульского конвоя при Императорском Российском Генеральном консульстве в Мешхеде, начальник русской противочумной охраны в Персии (1901), капитан (1905), Императорский Российский консул в Саудж-Булаке (Персия), полковник (1913). Убит турками (по другой версии — курдами) при исполнении служебных обязанностей.
Востоковедное образование получил на Офицерских курсах восточных языков при Азиатском департаменте МИД (1895—1898), изучал арабский, персидский и турецкий языки. В период службы в Туркестане принимал участие в рекогносцировке Памира (1901). В качестве начальника русской противочумной службы в Персии (негласного военного агента) более 11 лет провел в г. Торбети-Хейдерие (Персия). Донесения Ияса в штаб Туркестанского военного округа о политическом положении в Хорасане и в Западном Афганистане были, по отзывам современников, «в высокой мере содержательны, добросовестны до мелочей». Был «едва ли не единственным у нас знатоком афганского языка; ту же монополию он… приобрел и по отношению курдского языка». Слыл большим знатоком персидского языка, на котором он «не только отлично говорил, но и писал безукоризненно».
Находясь на службе в Персии сблизился с выдающимся русским востоковедом В. Ф. Минорским, проведшим продолжительное время на дипломатической службе в Персии. В мае 1912 г. назначен на должность консула в Саудж-Булаке (Персидский Курдистан) и исполнял обязанности негласного военного агента в месте, где сходились границы Персии, Турции и турецких владений в Месопотамии. С 1912 г. активно участвовал в обширной программе штаба Кавказского военного округа по изучению Персидского Азербайджана и Персидского Курдистана, а также спорной турецко-персидской пограничной полосы. В августе 1913 г. совместно с ГШ капитаном Карауловым совершил поездку по пограничным округам Западной Персии для уточнения фактической линии ирано-турецкой границы, а также для сбора сведений о курдских племенах. В ходе рекогносцировки были получены ценные политические, военно-географические и этнографические сведения, часть из которых была изложена Иясом в работе «Поездка по северному Персидскому Курдистану».
Находясь в Персии увлекался фотографией (имел совершенную по тем временам технику — камеру «Кодак» и магниевые вспышки) и составил замечательную коллекцию фотографий различных районов страны, типов населения, архитектурных памятников и пр. После гибели Ияса в Саудж-Булаке, ценный фото-архив и личный архив, оказались захваченными турками. В январе 1915 г. во время контрнаступления Русской армии в районе Тавриза часть архива Ияса была обнаружена среди личных вещей убитого турецкого офицера и передана семье Ияса. В настоящее время уникальная фотографическая коллекция (ок. 600 негативов) хранится в фондах Финского музея фотографии (Finnish Museum of Photography) в Хельсинки. В октябре — декабре 2006 г. в Лондонском университете в Школе востоковедения и африканистики (SOAS) была организована выставка фото-работ Ияса из фондов финского архива. Фотографии Ияса — уникальная летопись Персии начала XX века. К выставке был приурочен выход в свет каталога — «Образы времен окончания „Большой игры“. Персия через русские фотообъективы, 1901—1914 гг.», подготовленный родственником Ияса британским исследователем Джоном Чаленко (John Tchalenko).